# Lorenz Possa
Lorenz Possa (* 31. März 1934 in Leukerbad; † 8. Januar 2013 ebenda) war ein Schweizer Skisportler, der in der Nordischen Kombination und im Skilanglauf an Wettkämpfen teilnahm.

## Werdegang
Possa, der für den SC Gemmi Leukerbad startete und als Klempner tätig war, trat national erstmals bei den Schweizer Skimeisterschaften 1954 in Erscheinung. Dort wurde er über 8 km, in der Nordischen Kombination und mit der Staffel jeweils Schweizer Juniorenmeister. Bei den Schweizer Meisterschaften im folgenden Jahr siegte er in der Nordischen Kombination und lief im 15-km-Lauf auf den vierten Platz. Im Jahr 1956 errang er bei den Schweizer Skimeisterschaften den achten Platz über 15 km und im Jahr 1957 bei den Schweizer Meisterschaften über 15 km sowie in der Nordischen Kombination jeweils den zweiten Platz. Nach mehreren Top-Zehn-Platzierungen bei nationalen Rennen in der Saison 1957/58, darunter Platz zehn im 15-km-Lauf bei den Schweizer Meisterschaften 1958 und Rang drei beim internationalen Wettbewerb in Les Rousses über 15 km, nahm er an den Nordischen Skiweltmeisterschaften 1958 in Lahti teil. Dort belegte er den 40. Platz über 15 km und zusammen mit Alphonse Baume, Michel Rey und Fritz Kocher den siebten Rang in der Staffel. Im folgenden Jahr wurde er bei den Schweizer Skimeisterschaften erneut Meister in der nordischen Kombination. Zudem kam er auf den neunten Platz über 15 km und auf den achten Rang über 50 km. In der Saison 1959/60 belegte bei den Ausscheidungsrennen den zweiten Platz in Entlebuch und in Andermatt den vierten Rang über 15 km und wurde damit für die Olympischen Winterspiele 1960 in Squaw Valley nominiert. Dort belegte er den 32. Platz über 30 km, den 31. Rang über 15 km und zusammen mit Fritz Kocher, Marcel Huguenin und Alphonse Baume den achten Platz in der Staffel. Zuvor siegte er bei den Schweizer Meisterschaften 1960 in Saas-Fee über 15 km. In der Saison 1960/61 startete er letztmals international und nahm in den folgenden Jahren an nationalen Rennen teil. Nach seiner Skilanglaufkarriere war er Leiter der Skischule in Leukerbad.